# Mangunrekso
Mangunrekso is een bestuurslaag in het regentschap Pati van de provincie Midden-Java, Indonesië. Mangunrekso telt 2769 inwoners (volkstelling 2010).